# Tony Sirico

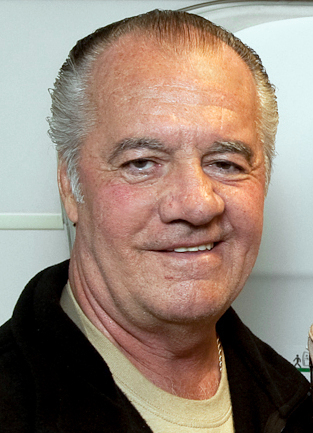
Tony Sirico, 2010

Genaro Anthony „Tony“ Sirico Jr. (* 29. Juli 1942 in Brooklyn, New York City; † 8. Juli 2022 in Fort Lauderdale, Florida) war ein US-amerikanischer Schauspieler.

## Leben
Sirico entstammte einer italoamerikanischen Familie und wuchs in Bensonhurst auf. Vor seiner Karriere als Schauspieler war er Berufsverbrecher und stand der Mafia-Familie Colombo nahe. Sirico wurde mehrfach wegen bewaffneten Raubüberfalls, Ruhestörung und Körperverletzung verhaftet. Für verschiedene Überfälle auf Nachtclubs Ende der 1960er und Drogenbesitzes wurde er schließlich verurteilt und saß von 1967 bis 1968 und von 1971 bis 1972 im Gefängnis Sing Sing. Der Besuch einer Theatergruppe in der Haftanstalt weckte sein Interesse an der Schauspielerei.
Sirico begann seine Schauspielkarriere mit kleinen Rollen in Filmen wie Finger – zärtlich und brutal an der Seite von Harvey Keitel und Martin Scorseses GoodFellas – Drei Jahrzehnte in der Mafia. Ab den 1990er Jahren arbeitete er in sechs Filmen des Regisseurs Woody Allen. Insgesamt spielte er in über 70 Film- und Fernsehproduktionen mit.
Im Jahr 1999 hatte er seinen größten Erfolg in der Rolle des Mafiosos Paulie „Walnuts“ Gualtieri in der erfolgreichen HBO-Fernsehserie Die Sopranos. Er ließ sich vertraglich versichern, dass seine Figur im Verlauf der Serie nicht zum Verräter wird.
Tony Sirico engagierte sich für krebskranke Kinder und sammelte Spenden für das St. Jude Children’s Research Hospital. Für die Spendenaktionen spannte er unter anderen auch Schauspielkollegen der Sopranos ein.
Sirico lebte mit seiner Frau Donna, von der er sich nach kurzer Ehe scheiden ließ, und den zwei gemeinsamen Kindern in New York City. Seine letzten Lebensjahre verbrachte er, nachdem er an Altersdemenz erkrankt war, in einer Einrichtung für betreutes Wohnen in Fort Lauderdale, Florida.

## Politische Ansichten
Sirico sagte von sich selbst, dass er politisch ein Rechtsaußen der Republikaner sei. Er spendete Geld für die Bewerbung Rudy Giulianis als Präsidentschaftskandidat der Republikaner.

## Filmografie (Auswahl)
- 1978: Wie Engel in der Hölle (Hughes and Harlow: Angels in Hell)
- 1978: Finger – Zärtlich und Brutal (Fingers)
- 1978: Das Recht bin ich (The One Man Jury)
- 1980: Die Schläger von Brooklyn (Defiance)
- 1981: Der ausgeflippte Professor (So Fine)
- 1982: Love and Money
- 1983: Gefährliches Dreieck (Exposed)
- 1983: The Last Fight
- 1987: Jack, der Aufreißer (The Pick-up Artist)
- 1987: Hello Again – Zurück aus dem Jenseits (Hello Again)
- 1988: Unter Druck (White Hot)
- 1989: Cookie
- 1989: Der perfekte Zeuge (Perfect Witness, Fernsehfilm)
- 1990: Catchfire
- 1990: GoodFellas – Drei Jahrzehnte in der Mafia (Goodfellas)
- 1991: Straße zum Glück (29th Street)
- 1992: Im Schatten eines Mörders (In the Shadow of a Killer, Fernsehfilm)
- 1992: Bloody Marie – Eine Frau mit Biß (Innocent Blood)
- 1993: Romeo Is Bleeding
- 1994: Männer lügen (Men Lie)
- 1994: Bullets Over Broadway
- 1994: Auf der Suche nach Jimmy Hoyt (The Search for One-eye Jimmy)
- 1995: Secret Sins
- 1995: Geliebte Aphrodite (Mighty Aphrodite)
- 1995: Dead Presidents
- 1996: Der Untergang der Cosa Nostra (Gotti)
- 1997: Cop Land
- 1997: Harry außer sich (Deconstructing Harry)
- 1997: The Deli
- 1998: Mob Queen
- 1998: The Mob – Der Pate von Manhattan (Witness to the Mob, Fernsehfilm)
- 1998: Vig
- 1999–2007: Die Sopranos (The Sopranos, Fernsehserie, 74 Folgen)
- 1999: Celebrity – Schön. Reich. Berühmt. (Celebrity)
- 1999: Mickey Blue Eyes
- 2000: It Had to be You
- 2001: Turn of Faith
- 2001: Smokin’ Stogies
- 2008: Die Muppets – Briefe an den Weihnachtsmann (A Muppets Christmas: Letters to Santa)
- 2010: Chuck (Fernsehserie, Folge 3x08)
- 2010: Sinatra Club – Der Club der Gangster (Sinatra Club)
- 2013: Nicky Deuce (Fernsehfilm)
- 2013–2014: Lilyhammer (Fernsehserie, 2 Folgen)
- 2016: Café Society
- 2017: Wonder Wheel
- 2018: Sarah Q